# Odorrana andersonii
Odorrana andersonii es una especie de anfibio anuro de la familia Ranidae.

## Distribución geográfica
Esta especie habita:
- en el noreste de la India;
- en el norte de Birmania;
- en el sur de la República Popular de China en la provincia de Yunnan;
- en Laos;
- en el norte de Tailandia;
- en Vietnam.[4]

Se encuentra en ramas bajas y rocas cerca de ríos en bosques perennes y en áreas agrícolas.

## Etimología
Esta especie lleva el nombre en honor a John Anderson (1833-1900), naturalista escocés.

## Publicación original
- Anderson, 1879 "1878" : Anatomical and Zoological Researches: Comprising an Account of the Zoological Results of the Two Expeditions to Western Yunnan in 1868 and 1875; and a Monograph of the Two Cetacean Genera Platanista and Orcella, London, Bernard Quaritch, vol. 1 (texte intégral [archive]) et vol. 2
- Boulenger, 1882 : Catalogue of the Batrachia Salientia s. Ecaudata in the collection of the British Museum, ed. 2, p. 1-503[5]